# Michail Chodorkovski

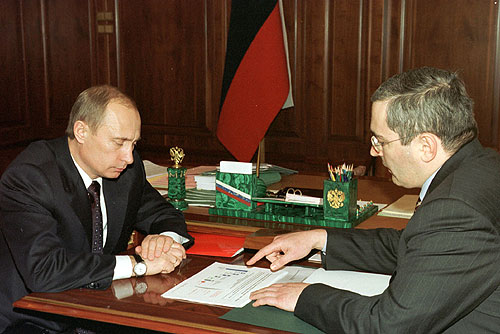
Chodorkovski (rechts) in gesprek met Poetin, in 2002

Michail Borisovitsj Chodorkovski (Russisch: Михаил Борисович Ходорковский) (Moskou, 26 juni 1963) is een Russische ondernemer die tot de Russische oligarchen wordt gerekend en hij was een van de "zeven bankiers". In 2004 was hij volgens het tijdschrift Forbes de rijkste man van Rusland en de op 16 na rijkste man van de wereld, hoewel veel van de rijkdom verloren is gegaan bij de gebeurtenissen sindsdien. Hij was CEO van oliemaatschappij Yukos. Van mei 2005 tot december 2013 zat hij in Rusland een gevangenisstraf uit wegens belastingontduiking en fraude.

## Levensloop
Michail Chodorkovski is de zoon van Boris en Marina Chodorkovski. Zijn ouders waren beiden chemisch ingenieur en werkten heel hun leven in de fabriek Kalibr in Moskou. Het gezin was seculier joods, zijn vader was lid van de Communistische Partij van de Sovjet-Unie. Omdat de familie krap bij kas zou zitten werkte Michail vanaf het eerste jaar aan de universiteit zwart als timmerman. Hoewel hij het uitstekend deed op de universiteit en bij de Komsomol (communistische jongerenbond) carrière maakte, was hij teleurgesteld in de baan die hem na zijn afstuderen werd aangeboden.
Rond dit tijdstip trouwde hij met Elena, een medestudente en kreeg een zoon. Dankzij perestrojka, de hervormingspolitiek van de Russische leider Michail Gorbatsjov, zette hij in 1987 aan het Plekhanov Instituut voor Landbouw een centrum op waar jongeren technische en wetenschappelijke cursussen konden volgen. Het centrum werd een efficiënte en succesvolle organisatie en sloeg een brug tussen de producenten die nieuwe technologieën nodig hadden en de fundamentele wetenschap.
De opbrengsten van het centrum vormden de basis voor de oprichting van een van de eerste commerciële banken in Rusland, Menatep Bank, in 1989. Het was een gunstige tijd voor de bankensector. Er was een grote vraag naar leningen van de kant van de staat en de commerciële sector.
Rond die tijd ontmoette hij zijn tweede vrouw, Inna. Deze werkte als expert in de valutahandel bij de bank. In 1991 kregen ze een dochter, Nastya.
In 1992 besloot de directie van de bank tot de vorming van een industriële groep, die startte met de financiering en de aankoop van aandelen in verschillende industrietakken. In 1995 besloot de overheid, als deel van een leningen voor aandelen beleid, tot de verkoop van een groot deel van haar nationale oliebedrijf, Yukos. Op dat moment was Yukos een bedrijf dat verlies draaide en een enorme schuld had. Ook werd het geplaagd door stakingen als gevolg van zes maanden achterstand in salarisuitbetalingen. De Menatep Bank zou de enige bank zijn geweest die geïnteresseerd was in het bedrijf; deze kreeg voor een lening van 350 miljoen dollar aan de Russische staat 78 procent van de aandelen van Yukos in handen.

### Rechtszaak en gevangenisstraf
Op 25 oktober 2003 werd Chodorkovski gearresteerd op verdenking van belastingontduiking, fraude en verduistering. Ten tijde van zijn arrestatie en in de aanloop naar de Russische parlementsverkiezingen die op 14 maart 2004 zouden plaatsvinden, gaf Chodorkovski financiële steun aan verschillende Russische liberaal-democratische partijen.
Op 31 mei 2005 werd hij veroordeeld tot 9 jaar gevangenisstraf wegens belastingontduiking en fraude. Veelal wordt aangenomen dat de rechtszaak tegen de oliemaatschappij Yukos en tegen hem persoonlijk door president Poetin op touw is gezet vanwege de politieke aspiraties van Chodorkovski. Ook werd zijn bedrijf systematisch kaalgeplukt. Het kroonjuweel Yukosneftegaz werd verkocht om achterstallige belastingen te voldoen.
Op 22 september 2005 werd in een zitting van één dag het vonnis in hoger beroep bevestigd waarbij slechts de opgelegde straf tot 8 jaar werd verlaagd. In oktober werd hij overgebracht naar het strafkamp JaG-14/10 in de regio Tsjita.
In maart 2006 meldde het tijdschrift Forbes dat het persoonlijke vermogen van Chodorkovski was geslonken tot een fractie van de voormalige omvang maar dat hij toch nog steeds zo'n half miljard dollar op zijn bankrekening had staan.
In april 2006 werd bekend dat Chodorkovski in de gevangenis was aangevallen en gewond was geraakt in het gezicht. Hij werd op 20 april 2006 in een isoleercel geplaatst, met als officiële reden zijn veiligheid. Volgens zijn advocaat, Joeri Schmidt, was Chodorkovski echter naar de geïsoleerde eenpersoonscel overgebracht om hem te intimideren. Later keerde hij terug naar zijn cel. Eind december 2006 werd hij overgeplaatst naar een gevangenis in de stad Tsjita.
Op 28 januari 2008 begon Chodorkovski een hongerstaking om zijn zakenpartner Vasili Aleksanjan bij te staan, die ziek was en toegang tot noodzakelijke medicatie werd geweigerd. Nadat Aleksanjan van zijn voorarrest naar een oncologisch ziekenhuis werd overgeplaatst op 8 februari, stopte Chodorkovski zijn hongerstaking.
Op 22 augustus 2008 wees de rechtbank in de Siberische regio Tsjita zijn verzoek om vervroegde vrijlating af, wat betekende dat Chodorkovski de resterende vijf jaar van zijn gevangenisstraf moest uitzitten. Chodorkovski zou zich niet goed genoeg hebben gedragen volgens de gevangenisregels. Volgens rechter Igor Falilijev, van de regionale rechtbank van Ingodinski in de stad Tsjita, weigerde de multimiljonair om deel te nemen aan de naaicursus in de gevangenis en zou er in oktober 2007 sprake zijn geweest van een klein vergrijp. Chodorkovski leek weinig verbaasd over de beslissing van de rechter en onderging de uitspraak ogenschijnlijk kalm. Bij het verlaten van de rechtszaal zei hij dat het Russisch 'justitieel systeem niet binnen afzienbare tijd hervormd zal worden'.
Aanklagers gingen aan de slag met het voorbereiden van nieuwe aanklachten rond verduistering en witwassen, die tot een nieuwe celstraf van maximaal 27 jaar zouden kunnen leiden. Volgens Chodorkovski zijn de beschuldigingen daaromtrent afkomstig van zakenman en silovik Igor Setsjin, een nauwe bondgenoot van Poetin, die in 2004 de eigendommen van Yukos opslokte in Rosneft.
In maart 2012 gelastte Ruslands president Dmitri Medvedev dat de veroordeling van Chodorkovski moest worden herzien. De bedoeling was te onderzoeken of het vonnis, en de veroordelingen van ca. 30 andere burgers, wettig zijn geweest.
In juli 2013 oordeelde het Europees Hof voor de Rechten van de Mens dat de zaak tegen Chodorkovski geen politieke achtergrond had, maar ook dat hij op onjuiste gronden veroordeeld was en dat het proces tegen hem oneerlijk verliep. Op dat moment werd verwacht dat hij in augustus 2014 vrij zou komen.
Hij werd echter op 20 december 2013 vervroegd vrijgelaten na een verzoek om gratie bij president Poetin. Volgens de Russische president had Chodorkovski zelf om clementie op humanitaire gronden gevraagd en had hij lang genoeg gevangengezeten. Na zijn vrijlating reisde Chodorkovski onmiddellijk naar Duitsland, in een privévliegtuig dat voor hem was geregeld door de Duitse oud-minister Genscher. Deze had hem tijdens zijn gevangenschap al bijgestaan en verwelkomde hem nog diezelfde middag in Berlijn. Chodorkovski reisde op 5 januari 2014 naar Zwitserland, waar zijn vrouw woont en zijn zoons studeren.
Kort na Chodorkovski's vrijlating maakte het Russische hooggerechtshof bekend twee veroordelingen tegen hem wegens belastingfraude, uit 2005 en 2010, te zullen herzien.

### Nieuwe beschuldiging
Eind december 2015 vaardigde een Russische rechter een internationaal arrestatiebevel uit tegen Chodorkovski, omdat hij werd beschuldigd van betrokkenheid bij de moord op een burgemeester in Siberië. Chodorkovski zei niets met deze gebeurtenis te maken te hebben en sprak van opnieuw een politiek gemotiveerde aanklacht. Ook zei hij te overwegen politiek asiel aan te vragen in het Verenigd Koninkrijk.

## Citizen K
In 2019 verscheen de documentaire Citizen K van regisseur Alex Gibney over het leven van Chodorkovski.